# Mees Gerritsen

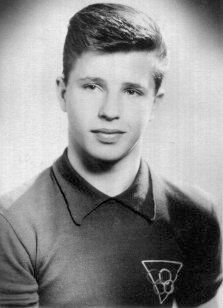
Mees Gerritsen 1960

Melis „Mees“ Gerritsen (* 15. September 1939 in Amsterdam) ist ein ehemaliger niederländischer Radrennfahrer.

## Sportliche Laufbahn
Gerritsen war im Bahnradsport aktiv. Er war Teilnehmer der Olympischen Sommerspiele 1960 in Rom. Dort belegte er im Tandemrennen mit Rinus Paul als Partner den 4. Platz.